# Leopold von Daun

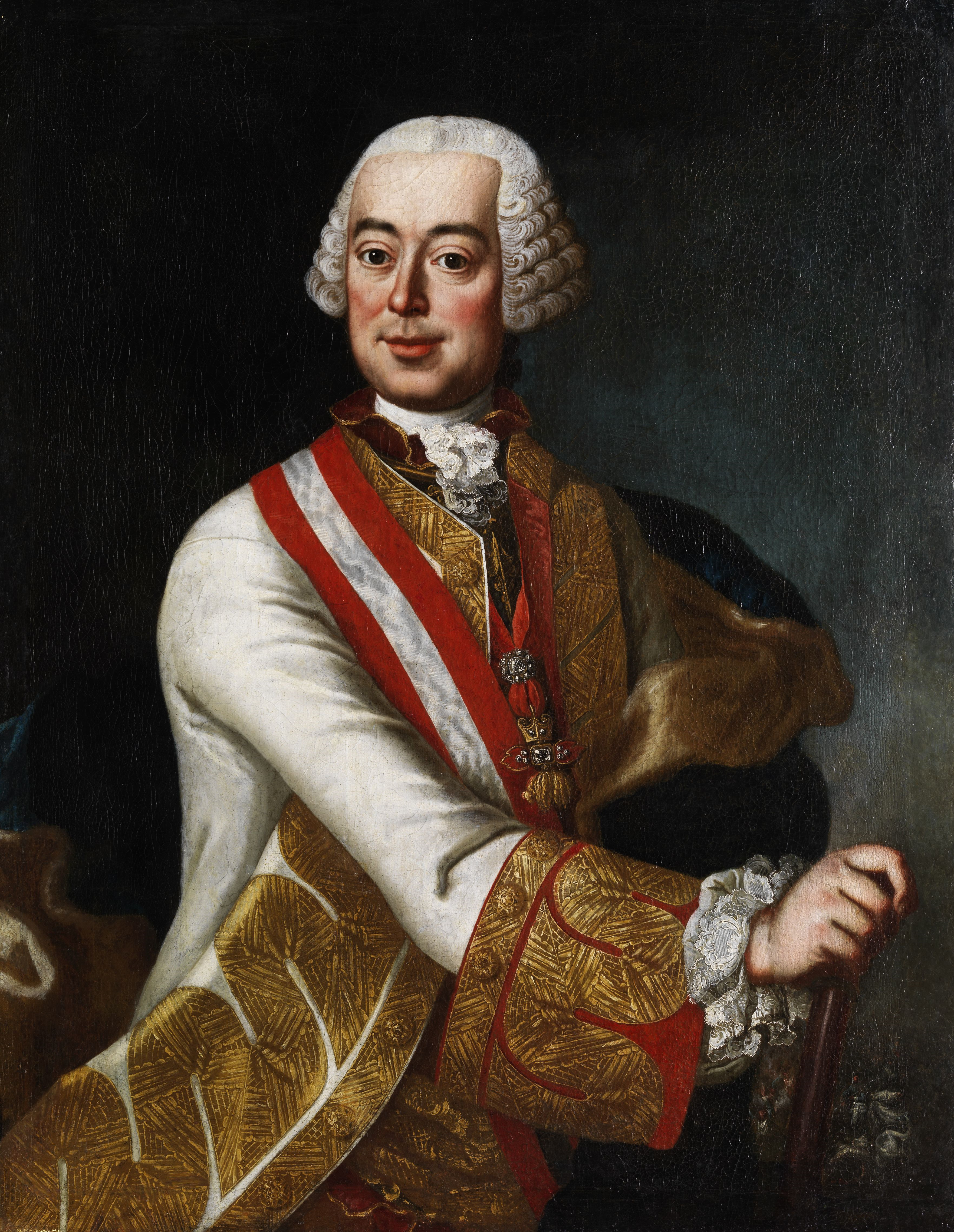
Leopold von Daun.

Leopold Joseph Maria, greve von Daun, född 24 september 1705 i Wien, död där 5 februari 1766, var en österrikisk militär, son till Wirich Philipp von Daun.
Daun blev 1725 överste och 1734 general, deltog i fälttågen 1734-35 i Italien och vid Rhen, 1737-39 mot turkarna samt därefter i det österrikiska tronföljdskriget (1741-48). År 1745 blev han fälttygmästare och 1754 fältmarskalk. Efter freden 1748 arbetade han på att höja soldaternas krigsduglighet, utgav nya reglementen för hären och grundlade militärakademien i Wiener-Neustadt.
Sjuårskrigets utbrott (1756) kallade honom till ny verksamhet. Hans första åtgärd var att samla spillrorna av den vid Prag slagna hären, förstärka dessa och besegra Fredrik II vid Kolin, 1757. Sedan blev han, efter sitt infall i Schlesien samma år, slagen vid Leuthen. År 1758 undsatte han Olmütz, tvingade Fredrik att gå tillbaka till sitt land och utförde ett överfall vid Hochkirch. 
År 1759 inneslöt han general Friedrich August von Fincks kår vid Maxen och tvingade den att ge sig. År 1760 blev han slagen vid Torgau. Under återstoden av kriget inskränkte han sig till att iaktta fienden. År 1762 blev han president i hovkrigsrådet och gjorde på denna plats stor nytta åt den österrikiska hären.